# Petermanns Geographische Mitteilungen
Die Zeitschrift Petermanns Geographische Mitteilungen (kurz PGM), auf Anregung des Geschäftsführers Adolf Müller gegründet und zunächst mit August Heinrich Petermann (1822–1878) als Redakteur, war eine der ältesten deutschsprachigen Fachzeitschriften für Geographie, in der alle bedeutenden geographischen Entdeckungen des 19. und 20. Jahrhunderts publiziert wurden.

## Geschichte
„Petermanns Mitteilungen“ erschienen erstmals am 16. März 1855 im Verlag Justus Perthes in Gotha unter dem Titel Mittheilungen aus Justus Perthes’ Geographischer Anstalt über wichtige neue Erforschungen auf dem Gesammtgebiete der Geographie von Dr. A. Petermann. Im ersten Heft hat Petermann anschaulich erklärt, was der Zweck des Magazins war: „Unsere 'Mittheilungen’ sollen sich dadurch von allen ähnlichen Schriften unterscheiden, dass sie auf sorgfältig bearbeiteten und sauber ausgeführten Karten das Endresultat neuer geographischen Forschungen zusammenfassen und graphisch veranschaulichen. Nie wird deshalb eine Nummer unserer Schrift ausgegeben werden, ohne eine oder mehrere Karten-Beilagen, und diese werden mit besondere Rücksicht darauf entworfen werden, dass sie allen Besitzern von Stieler’s Hand-Atlas, Berghaus' Physikalischem Atlas, und anderen aus der Anstalt hervorgegangenen Kartenwerken ein fortlaufendes leicht zugängliches Supplement in handlicher Form gewähren. Wir werden es uns angelegen sein lassen, besonders wichtige neue Entdeckungen immer sofort, oder möglichst schnell unsern Lesern vorzulegen“.
Die Veröffentlichung der Entdeckungen der großen Nordafrikaexpedition 1849–1855 von Heinrich Barth und Adolf Overweg brachte der jungen Zeitschrift erstmals eine Auflage von mehr als 4000 Exemplaren, davon rund 1000 Abonnements im Ausland. Petermann gelang es, weitere Expeditionen zur Erforschung Afrikas, Australiens und der Polarregionen anzuregen und die Veröffentlichung ihrer Berichte und Forschungsergebnisse für die „Mitteilungen“ zu sichern. Da die Popularität der Zeitschrift zunahm, erweiterte Petermann die „Mitteilungen“ durch die Ergänzungshefte (1–294, 1860–1999), in denen ab 1860 die größeren originalen Forschungsberichte publiziert wurden. Ernst Behm, Nachfolger von Petermann als Chefredakteur, war ab 1866 derjenige, der den ersten Band des Geographischen Jahrbuchs (Bd. 1–66, 1866–1983) als zweite Ergänzung zu PGM herausgab. Petermann oder Behm, beachtend die Entwicklungen in der Zeitschrift der Royal Geographical Society, entschieden, dass PGM durch kumulative 10-Jahres-Indizes weiter ergänzt werden sollte.
Von Anfang an enthielt die Zeitschrift unter der Überschrift Geographische Notizen/Monatsbericht (1855–....) kleine Meldungen zur Entwicklung der Geographie. Einige davon betrafen kürzlich erschienene Literatur, hauptsächlich Buchzitate. 1860 beschloss Petermann, dass diese strukturierter aufgeführt werden sollten, letztere vorübergehend als Geographischer Literatur Bericht für **** (1886–1909), vielleicht inspiriert von Kroners Literaturlisten in der Zeitschrift für allgemeine Erdkunde der Gesellschaft für Erdkunde. Bücher und Karten würden nicht nur aufgelistet, sondern auch rezensiert, wenn sie Teil der Perthes-Bibliothek wären. Im Gegensatz zu den meisten Auflistungen würde es auch Artikel aus den wichtigsten Zeitschriften umfassen, da diese, wie er bemerkte, die Hauptquellen waren, die die neuesten Entwicklungen in der Geographie widerspiegelten. Dies würde die Leser von PGM auf dem Laufenden halten. Weitere Rubriken der Zeitschrift waren: Geographische Nekrologie des Jahres **** (1858–1884), Geographie und Erforschung Polar-Regionen (Nr. 51/1871-Nr. 135/1878), Monatsbericht über Entdeckungsgeschichte und Kolonisation (1885), Kleinere Mitteilungen (1889–1939), Geographischer Anzeiger (1899–1902), Kartographischer Monatsbericht aus Justus Perthes' Geographischer Anstalt in Gotha (1908–1911), Militärkartographie (1909–1914), Staaten und Völker (1923), Neue Forschung im Felde (1935–1939), (Wehr- und) Militärgeographie (1935–1936), Kartographie (1941–1945).
Der Inhalt von PGM wurde nach 1880 stärker wissenschaftsorientiert, insbesondere unter der Leitung von Alexander Supan (1847–1920), der bis 1909 Chefredakteur war. Sven Hedin veröffentlichte hier die Forschungsberichte über seine Expeditionen. Auch Alfred Wegeners Theorie der Kontinentaldrift „Die Entstehung der Kontinente“ wurde 1912 in der Zeitschrift abgedruckt. Einen beträchtlichen Teil der Beiträge machten bis in die 1890er Jahre die Berichte von Missionaren aus, die – ohne akademisch ausgebildete Geographen zu sein – oft die ersten waren, die den „Weißen“ zuvor unbekannte Regionen geographisch und / oder ethnologisch beschrieben.
Im Jahr 1857 lobte der Präsident der Royal Geographical Society, Sir Roderick Murchison, PGM für seine schnelle Berichterstattung über verschiedene Erkundungen und sprach sich gegen die Eifersucht derer in seiner eigenen Gesellschaft aus, die der Meinung waren, dass Erkundungen, die hauptsächlich von den Briten unterstützt werden, zuerst in Großbritannien veröffentlicht werden sollten: er dachte, das Perthes Institute bereichere den wissenschaftlichen geographischen Diskurs.
Ab 1879 wurde die offizielle Titulatur Dr. A. Petermanns Mitteilungen aus Justus Perthes geographischer Anstalt beibehalten. Erst nach 1938 ließ man diese zu Gunsten des eingängigeren Titels Petermanns Geographische Mitteilungen (PGM) fallen.
Das Erfolgsrezept der Zeitschrift beruhte auf der Verbindung der exklusiven Veröffentlichung von Forschungsberichten aus aller Welt mit der Ergänzung durch ausgezeichnetes kartographisches Material, unter anderem durch Betonung der Morphologie, die neue Nutzung von Maßstäben, ohne die alten Notationen zu vernachlässigen. Neben dem Fachpublikum bediente die Zeitschrift auch die Interessen des Bildungsbürgertums in ganz Europa. Auch in theoretischer Hinsicht gehörte sie zu den führenden Organen der Geowissenschaften.
Der Abenteuerschriftsteller Karl May verwendete Angaben zur Entdeckungsgeschichte des Yellowstone-Gebietes und zur Größe des Yellowstone-Parks aus dem 1872 in Petermanns Geographische Mittheilungen erschienenen Artikel „Die neu entdeckten Geyser-Gebiete am oberen Yellowstone und Madison River“ für die Geschichte um Winnetous Tod und den Roman „Der Sohn des Bärenjägers“. Wenn man seinen Roman Mahdi-Trilogie liest, tauchen auch Fakten aus PGM auf. Die Übersicht seiner Bibliothek zeigt, dass er mehrere Nummern von PGM als Quelle verwendet hat. Jules Verne bezieht sich in seinen Fünf Wochen im Ballon (Cinq semaines en ballon, herausgegeben 1863) auf Dr. Petermann, die PGM-Leser zu der Annahme führen könnte, dass PGM als Quelle für diese Reise verwendet worden sein könnte. PGM bestritt dies jedoch und erklärte, dass dieses Buch auf reiner Fantasie beruhte.
Das Erscheinen der PGM wurde im 149. Jahrgang zum Ende des Jahres 2004 eingestellt. Das Archiv des Justus Perthes Verlags wurde 2003 vom Land Thüringen angekauft und an der Universität Erfurt hinterlegt. Seit 2014 wird die Sammlung Perthes Gotha, mit allen PGM-bezogenen Dokumenten, an das Perthes Forum übertragen.

## Chefredakteure
- 1855–1878 August Petermann
- 1878–1884 Ernst Behm
- 1884–1908 Alexander Supan
- 1909–1937 Paul Langhans
- 1938–1945 Nikolaus Creutzburg
- 1948–1954 Hermann Haack
- 1954–1968 Werner Horn
- 1968–1971 Josef Wustelt
- 1972–1986 Franz Köhler
- 1987–1991 Eberhard Benser
- 1992–2004 Mehrere Redakteure

## Belege
1. ↑  A. Petermann. Vorwort. In: Mittheilungen aus Justus Perthes’ Geographischer Anstalt über wichtige neue Erforschungen auf dem Gesammtgebiete der Geographie von Dr. A. Petermann 1 (1855), S. 2.
2. ↑  E. Behm (1866) Geographisches Jahrbuch. I. Band 1866. Gotha, Justus Perthes
3. ↑  1855–1864, 1865–1874, 1875–1884, 1885–1894, 1895–1904, 1905–1934.
4. ↑  24.512 Rezensionen und bibliographische Beschreibung geographischer Bücher und Artikel.
5. ↑  Alfred Wegener: Die Entstehung der Kontinente. In: Dr. A. Petermanns Mitteilungen aus Justus Perthes geographischer Anstalt. 58(1912), S. 185–195, 253–256, 305–309.
6. ↑  Dirk van Overmeire: A dilemma in modernity. A geography study of the mission or the colony? Missionary parentheses in geography’s guide to a modern apostleship (1822–1919). Diss. (PhD), Katholieke Universiteit Leuven, Leuven 2017.
7. ↑  Sir R.I. Murchison’s Bericht über den Fortschritt der Geographie während des Jahres Mai 1856 bis Mai 1857. In: Mittheilungen aus Justus Perthes’ Geographischer Anstalt über wichtige neue Erforschungen auf dem Gesammtgebiete der Geographie von Dr. A. Petermann, 3(1857), pp. 338–339.
8. ↑  Hinweis/Digitalisat
9. ↑  Bernhard Kosciuszko: Eine gefährliche Gegend.
10. ↑  Bibliotheksverzeichnis Karl May. PDF
11. ↑  PGM, 9 (1863), S. 339.
12. ↑  Leben-in-Gotha/Planen-Bauen-Wohnen/Bauen-in-Gotha/Archiv-Baumassnahmen-in-Gotha/Perthesforum, Hrsg. Stadt Gotha.